# Corbula pulchella
Corbula pulchella is een tweekleppigensoort uit de familie van de Corbulidae. De wetenschappelijke naam van de soort is voor het eerst geldig gepubliceerd in 1893 door Philippi.